# Фармер-Сіті (Іллінойс)
Фармер-Сіті (англ. Farmer City) — місто (англ. city) в США, в окрузі Де-Вітт штату Іллінойс. Населення — 1828 осіб (2020).

## Географія
Фармер-Сіті розташований за координатами 40°14′53″ пн. ш. 88°38′30″ зх. д. / 40.24806° пн. ш. 88.64167° зх. д. (40.248096, -88.641762).  За даними Бюро перепису населення США в 2010 році місто мало площу 6,34 км², з яких 6,21 км² — суходіл та 0,13 км² — водойми.

## Демографія
Згідно з переписом 2010 року, у місті мешкало 2037 осіб у 815 домогосподарствах у складі 549 родин. Густота населення становила 321 особа/км².  Було 919 помешкань (145/км²).
Расовий склад населення:
| - 97,8 % — білих - 0,4 % — чорних або афроамериканців - 0,4 % — азіатів - 0,1 % — корінних американців |

До двох чи більше рас належало 0,7 %. Частка іспаномовних становила 1,8 % від усіх жителів.
За віковим діапазоном населення розподілялося таким чином: 24,1 % — особи молодші 18 років, 58,8 % — особи у віці 18—64 років, 17,1 % — особи у віці 65 років та старші. Медіана віку мешканця становила 39,9 року. На 100 осіб жіночої статі у місті припадало 100,7 чоловіків;  на 100 жінок у віці від 18 років та старших — 95,4 чоловіків також старших 18 років.
Середній дохід на одне домашнє господарство  становив 60 867 доларів США (медіана — 50 854), а середній дохід на одну сім'ю — 73 262 долари (медіана — 67 955). Медіана доходів становила 44 457 доларів для чоловіків та 33 520 доларів для жінок. За межею бідності перебувало 13,1 % осіб, у тому числі 22,9 % дітей у віці до 18 років та 3,6 % осіб у віці 65 років та старших.
Цивільне працевлаштоване населення становило 1039 осіб. Основні галузі зайнятості: освіта, охорона здоров'я та соціальна допомога — 29,9 %, роздрібна торгівля — 16,3 %, виробництво — 11,4 %, фінанси, страхування та нерухомість — 9,9 %.